# Lekkoatletyka na Letnich Igrzyskach Olimpijskich 1912 – sztafeta 4 × 400 m mężczyzn

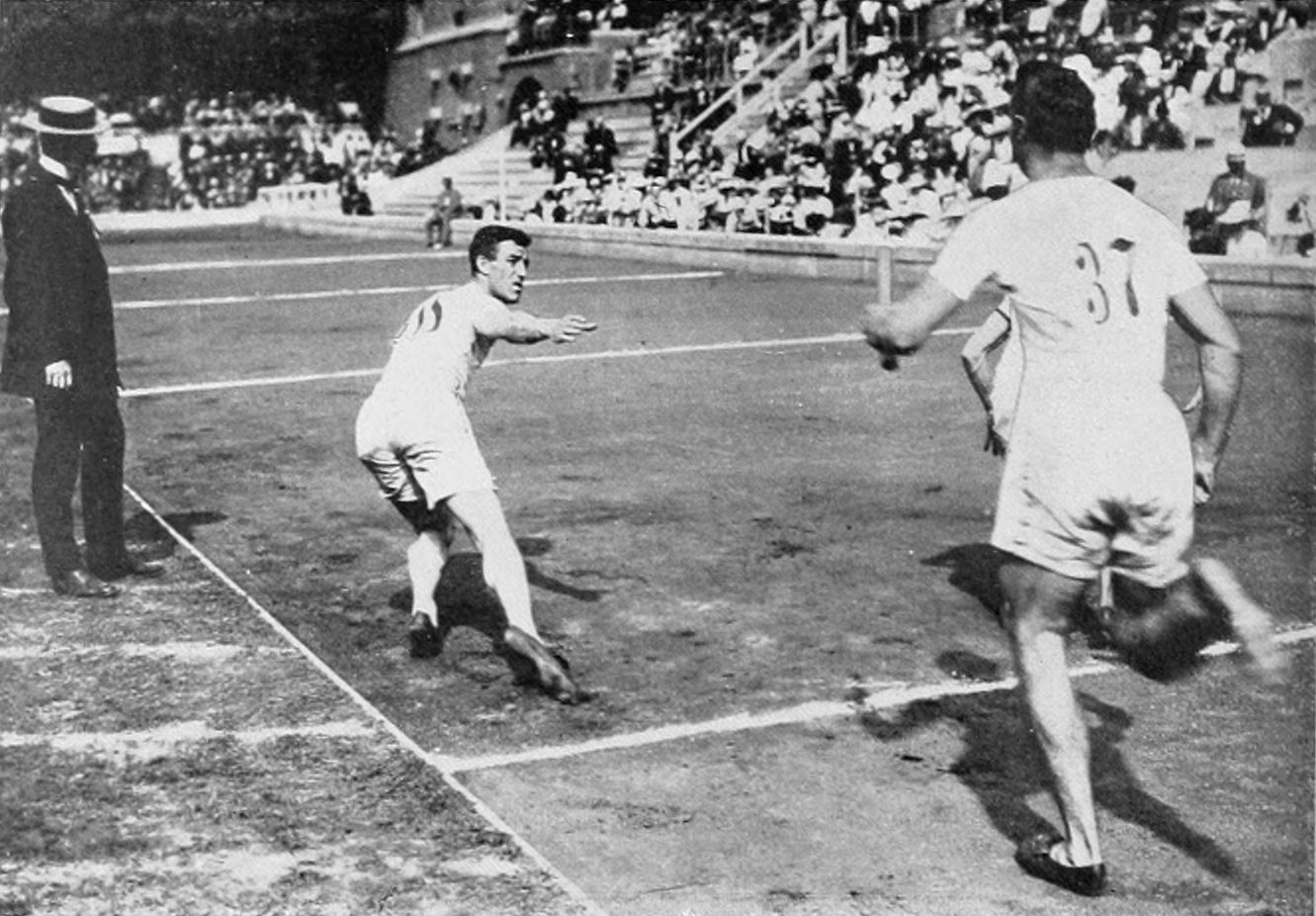
Finał. Zmiana Lindberg-Meredith.

Sztafeta 4 × 400 metrów mężczyzn była jedną z konkurencji lekkoatletycznych rozgrywanych podczas V Igrzysk Olimpijskich w Sztokholmie. Biegi eliminacyjne zostały rozegrane 14 lipca, zaś finał – 15 lipca. Mistrzem olimpijskim została sztafeta amerykańska w składzie: Mel Sheppard, Edward Lindberg, Ted Meredith, Charles Reidpath. W rywalizacji wzięło udział 28 zawodników z siedmiu reprezentacji.
Konkurencja ta była rozgrywana na igrzyskach olimpijskich po raz pierwszy. Cztery lata wcześniej, podczas igrzysk w Londynie rozegrano sztafetę olimpijską 200-200-400-800 metrów. Rekord świata w sztafecie 4 × 400 metrów ustanowiono 4 września 1911 roku w Nowym Jorku czasem 3:18,2.
Stany Zjednoczone dysponowały czterema z pięciu finalistów w konkurencji 400 metrów, co stawiało ich w pozycji zdecydowanych faworytów. 14 lipca rozegrano trzy wyścigi eliminacyjne, wygrane przez Stany Zjednoczone, Francję i Wielką Brytanię, która uzyskała najlepszy wśród zwycięzców czas - 3:19,0.

## Rekordy
| Rekord świata     | Harry Schaaf (USA) Harry Gissing (USA) James Rosenberger (USA) Mel Sheppard (USA) | 3:18,2 | Nowy Jork, Stany Zjednoczone | 04.09.1911 |
| Rekord olimpijski | brak                                                                              |        |                              |            |

## Wyniki

### Eliminacje
Bieg 1
| Miejsce | Zawodnicy                                                                      | Czas   | Uwagi |
| ------- | ------------------------------------------------------------------------------ | ------ | ----- |
| 1       | Wielka Brytania: (George Nicol, Ernest Henley, James Soutter, Cyril Seedhouse) | 3:19,0 | Q     |
| 2       | Kanada: (Mel Brock, John Howard, Thomas Gallon, Jack Tait)                     | 3:22,2 |       |

Bieg 2
| Miejsce | Zawodnicy                                                                           | Czas   | Uwagi |
| ------- | ----------------------------------------------------------------------------------- | ------ | ----- |
| 1       | Stany Zjednoczone: (Mel Sheppard, Edward Lindberg, Ted Meredith, Charles Reidpath)  | 3:23,3 | Q     |
| 2       | Cesarstwo Niemieckie: (Hanns Braun, Max Herrmann, Hermann Burkowitz, Erich Lehmann) | 3:28,5 |       |

Bieg 3
| Miejsce | Zawodnicy                                                                      | Czas   | Uwagi |
| ------- | ------------------------------------------------------------------------------ | ------ | ----- |
| 1       | Francja: (Charles Lelong, Robert Schurrer, Pierre Failliot, Charles Poulenard) | 3:22,5 | Q     |
| 2       | Szwecja: (Paul Zerling, Johan Dahlin, Eric Lindholm, Knut Stenborg)            | 3:25,0 |       |
| 3       | Węgry: (Ervin Szerelemhegyi, Ödön Bodor, István Déván, Frigyes Mezei)          | 3:29,4 |       |

### Finał
| Miejsce | Zawodnicy                                                                          | Czas   |
| ------- | ---------------------------------------------------------------------------------- | ------ |
| 1.      | Stany Zjednoczone: (Mel Sheppard, Edward Lindberg, Ted Meredith, Charles Reidpath) | 3:16,6 |
| 2.      | Francja: (Charles Lelong, Robert Schurrer, Pierre Failliot, Charles Poulenard)     | 3:20,7 |
| 3.      | Wielka Brytania: (George Nicol, Ernest Henley, James Soutter, Cyril Seedhouse)     | 3:23,2 |